# Naval Criminal Investigative Service

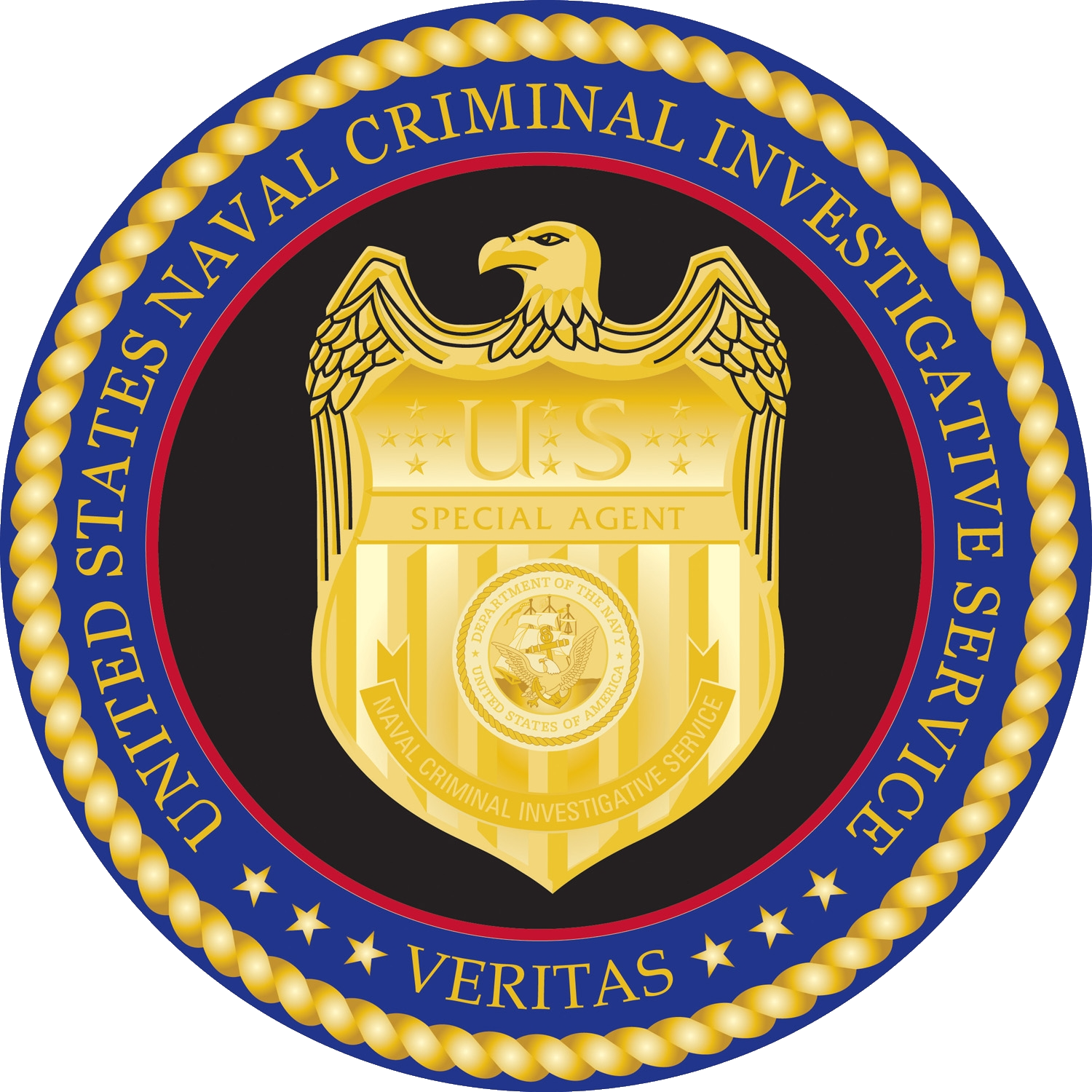
Siegel des NCIS

Der Naval Criminal Investigative Service (NCIS) ist die Strafverfolgungsbehörde des United States Department of the Navy (US-Marineministerium). Er ist sachlich für die United States Navy (Marine) sowie für das United States Marine Corps (Marineinfanterie) zuständig.

## Entstehung und Entwicklung

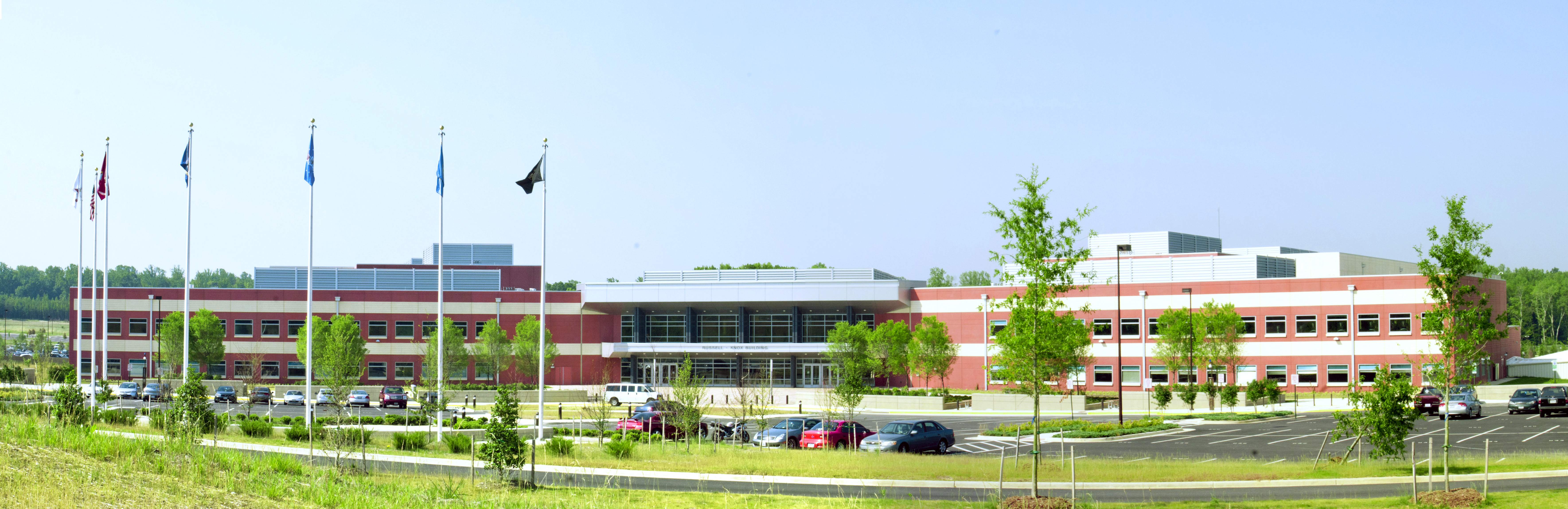
Das Russell Knox Building in Quantico, Virginia – Hauptsitz des NCIS

Der NCIS ist die direkte Nachfolgebehörde des früheren Naval Investigative Service (NIS). Ursprünglich war der NIS Teil des Marinegeheimdienstes Naval Intelligence, der seit dem Ersten Weltkrieg für den Schutz der Truppen und Gegenspionagemissionen zuständig war. Später wurde auch die Strafverfolgung bestimmter Delikte zur Aufgabe des NIS, die zum Großteil von zivil angestellten Agenten bewältigt wurde. Diese Praktik unterschied sich von der Arbeit des vergleichbaren Dienstes der US Army, der Criminal Investigation Division (CID). Die CID verließ sich bei ihrer Arbeit ausschließlich auf militärisches Personal. Das U.S. Air Force Office of Special Investigations verfuhr in der Personalfrage ähnlich wie der NIS.
1966 wurde der NIS vom Marinegeheimdienst getrennt und ein Echelon-II-Kommando mit eigenem Budget gegründet, das dem Chief of Naval Operations direkt unterstand. 1985 wurde Cathal Flynn, ein früherer Kommandooffizier des Naval Special Warfare Command, der erste Flaggoffizier, der den NIS kommandierte. Während dieser Phase wurde dem NIS auch das neu gegründete Anti-terrorist Alert Center (ATAC), ein Fusion Center, mit Aufgaben im Bereich der Anti-Terror-Aufklärung, unterstellt. Im Jahr 2002 wurde ATAC in MTAC (Multiple Threat Alert Center) umbenannt, um den Aufgaben des NCIS Rechnung zu tragen.
Die Hauptverwaltung ist seit dem 15. September 2011 auf der Marine Corps Base Quantico im Russell Knox Building, in dem sich ebenfalls der Army CID und die Ermittlungsbehörde der Air Force befindet. Die ursprüngliche Hauptverwaltung südöstlich der US-Hauptstadt Washington, D.C. am Westufer des Anacostia auf dem historischen Washington Navy Yard wurde aufgegeben.
Derzeitiger Direktor des NCIS ist seit Juni 2019 Special Agent Omar Lopez. Derzeitiger stellvertretender Direktor ist Special Agent Rod Baldwin.

## Heutige Behörde

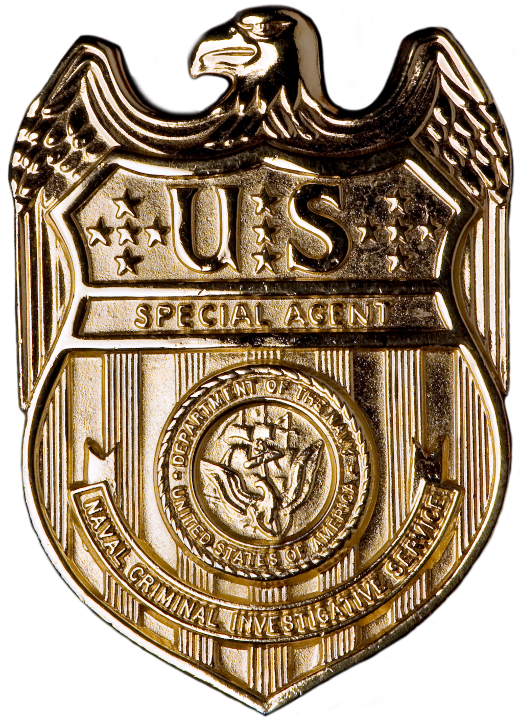
Abzeichen eines Special Agents des NCIS

Im Jahre 1992 wurden die Aufgaben der Behörde neu definiert. Sie wurde in eine zum Großteil zivile Behörde umgewandelt und in NCIS umbenannt. Ray Nedrow, ein früherer Leiter des US Marshals Service, wurde zum ersten zivilen Direktor des umbenannten Dienstes.
Das gesamte 2.500 Mann starke NCIS-Personal besteht aus vereidigtem Zivilpersonal; etwa die Hälfte sind ausgebildete Special Agents. Der Personalkörper besteht aus bewaffneten Bundesagenten bzw. Ermittlern der US-Bundesjustiz. Da der NCIS heute direkt dem Secretary of the Navy (SECNAV) unterstellt ist, stehen die Agenten organisatorisch außerhalb der Kommandokette und sind nicht an die militärischen Rangstrukturen gebunden. Dennoch arbeiten sie eng mit Militärpersonal, insbesondere der Militärpolizei der amerikanischen Streitkräfte, zusammen. Special Agents haben das Recht, inner- und außerhalb von militärischen Anlagen zu ermitteln sowie Militärangehörige und Zivilisten zu inhaftieren.
Die andere Hälfte der Mitarbeiter wird unterstützend für die Special Agents eingesetzt. Es ist ein Kader von Analysten und anderen Experten, unter anderem ausgebildet in den Disziplinen Forensik, Überwachung und ihre Abwehr, Computerermittlungen wie auch physische Sicherheit.
Die Ausnahme bilden eine kleine Anzahl Angehöriger der Militärreserve, die in der Gegenspionage eingesetzt werden. Der NCIS rekrutiert sein Personal, wenn er es nicht selbst ausbildet, auch aus anderen Behörden der Bundesjustiz. So gibt es dort vereinzelt auch ehemalige Militärangehörige oder Ex-Polizisten.
Durch die aktiv vorausschauende Arbeit des NCIS sind Agenten der Behörde oftmals die ersten Personen, die an Tatorten eintreffen. So geschehen beim Anschlag auf den Zerstörer Cole oder den Öl-Tanker Maritime Jewel. Beide Schiffe wurden von Schlauchbooten gerammt, welche Sprengstoff an Bord hatten.
Die Einheit für ungeklärte Kriminalfälle des NCIS hat seit 1995 über 50 Morde aufgeklärt. Einer von diesen Morden wurde mehr als 33 Jahre vor der Wiederaufnahme der Ermittlungen verübt.
Der NCIS ist heute in insgesamt 19 Organisationseinheiten unterteilt:
Cold Case Homicide Unit, Multiple Threat Alert Center, Central Adjudication Facility, Major Case Response Team, Law Enforcement Information Exchange, DONCAF, Contingency Response, Senior Executive Service, Personal Operations & Services Department, Cyber support office, Forensic Analysis, Protective Operations Division, Recruitment, NCIS Police & Security, Joint Terrorism Task Force, Armory und das Office of Special Projects.

## Zuständigkeit
Soldaten der Streitkräfte der Vereinigten Staaten unterliegen einem besonderen Wehrstrafrecht, dem Uniform Code of Military Justice (UCMJ), woraus sich die Legitimation für eigenständige militärische Ermittlungsbehörden ergibt.
Der NCIS untersteht direkt dem Department of the Navy und ist für die Verfolgung und Aufklärung von Straftaten durch respektive gegen Personen oder Sachen der U.S. Navy und des U.S. Marine Corps zuständig. Außerdem ist die Behörde für Sicherheitsüberprüfung von Militärpersonal, Truppenschutz, grenzüberschreitenden unerlaubten Drogenhandel sowie für Gegenspionage und Terrorismusbekämpfung eingesetzt. Aus diesem Grund ist auch das MTAC beim NCIS untergebracht. Weitere Ermittlungsgegenstände sind Computerspionage, Mord, Vergewaltigung, Betrug, Kindesmissbrauch und vermisste Personen.
Der NCIS ist eine „Behörde zweiten Grades“ in der Strafverfolgung (Second Level Agency). Bei Kompetenzstreitigkeiten mit zivilen Strafverfolgungsbehörden, beispielsweise mit der Polizei, dem Secret Service oder der Drug Enforcement Administration, bei denen diese Behörden ebenfalls zur Behandlung dieses Falles befugt wären, entscheidet im Zweifel das Federal Bureau of Investigation als „Behörde ersten Grades“ (First Level Agency). Meist entsteht jedoch eine enge Kooperation zwischen diesen Behörden.

## Dienststellen

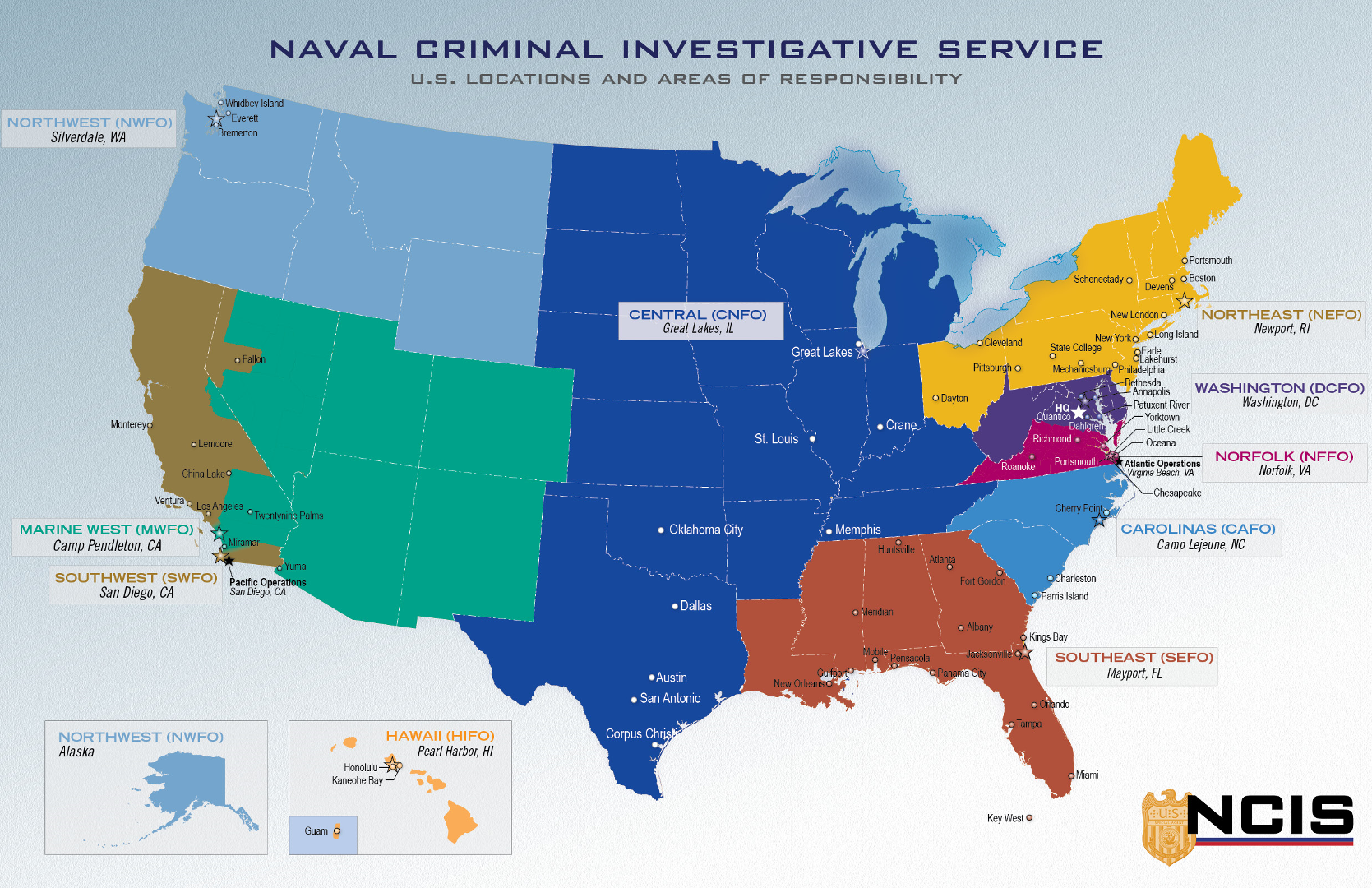
Übersichtskarte der Dienststellen in den USA

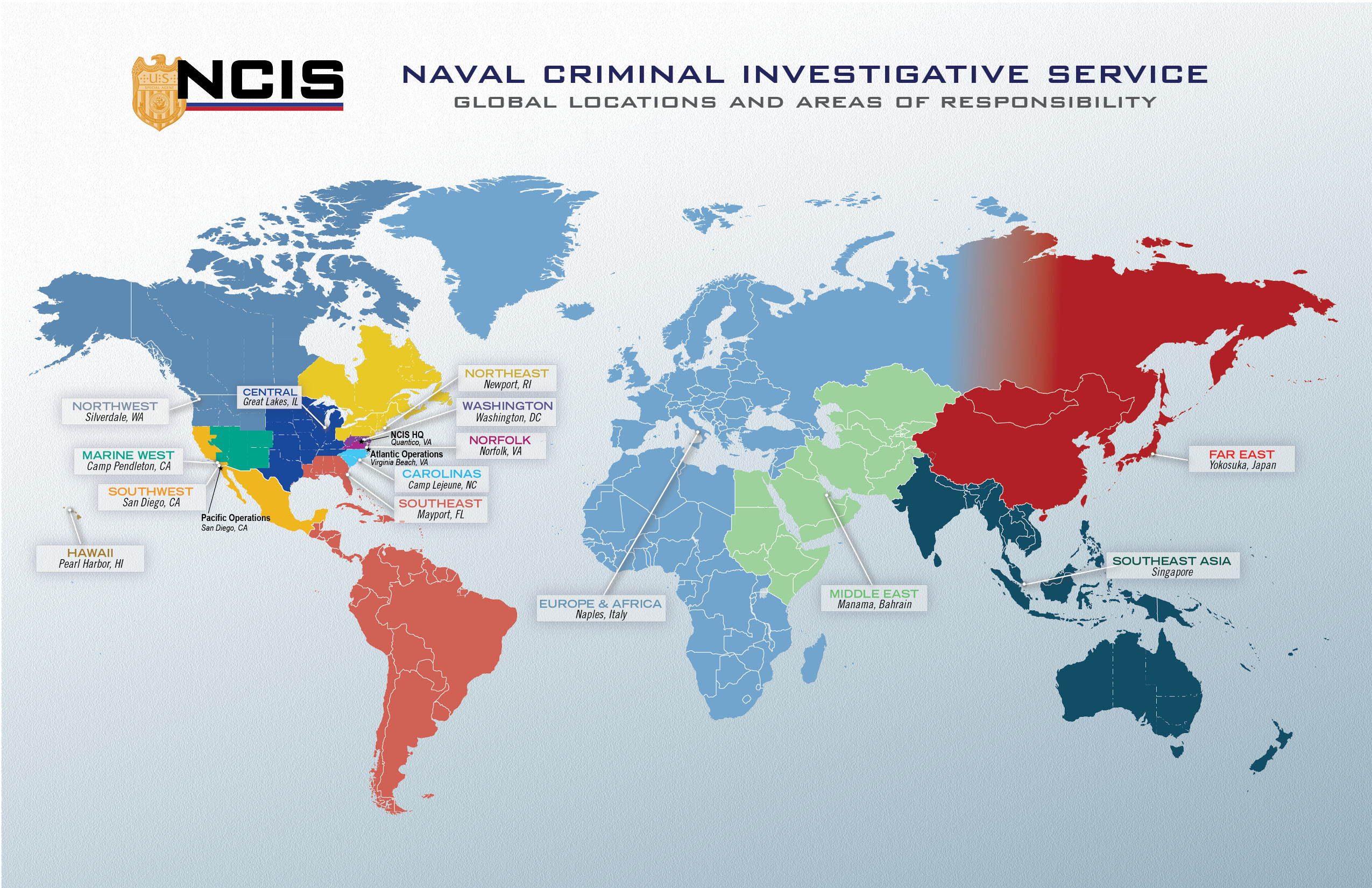
Übersichtskarte der weltweiten Zuständigkeitsbereiche der Außenstellen des NCIS

Der NCIS ist ständig an über 140 Orten der Welt sowie auf einer schwimmenden Einheit vertreten. Das NCIS-Hauptquartier als Operationszentrum überwacht alle NCIS-Einsätze sowie Außenstellen und deren untergeordnete Einheiten.
- Carolinas Field Office im Marine Corps Base Camp Lejeune, North Carolina, mit den unterstellten Dienststellen (Subordinate Offices)
  - Naval Criminal Investigative Service Resident Agency (NCISRA) in Camp Lejeune
  - NCISRA Cherry Point, North Carolina (Marine Corps Air Station Cherry Point)
  - NCISRA Charleston, South Carolina
  - NCISRA Parris Island, South Carolina
- Central Field Office in Great Lakes, Illinois, mit den Subordinate Offices
  - NCISRA Great Lakes, Illinois
  - NCISRA Pensacola, Florida (Naval Air Station Pensacola)
  - NCISRA Corpus Christi, Texas
  - NCISRA Dallas, Texas
  - Arlington, Texas
  - NCISRA Memphis, Tennessee (Millington Naval Air Station)
  - NCISRA New Orleans, Louisiana
    - HRO Memphis Field Office, Hancock County, Mississippi (John C. Stennis Space Center)[4]

  - NCISRA Gulfport, Mississippi/NCB Center
  - Naval Criminal Investigative Service Resident Unit (NCISRU) in St. Louis, Missouri
  - NCISRU Panama City, Florida (Naval Support Activity)
  - NCISRU Cleveland, Ohio
  - NCISRU Crane, Indiana
  - NCISRU Pascagoula, Mississippi
- Contingency Response Field Office (CRFO) in Glynco, Georgia
- Europe and Africa Field Office in Neapel mit den Subordinate Offices
  - NCISRA Rota, Spanien
  - NCISRA Sigonella, Italien
  - NCISRA Dschibuti
  - NCISRU Rom, Italien
  - NCISRU Marseille, Frankreich
  - NCISRU Valletta, Malta
  - NCISRU Souda Bay, Kreta, Griechenland
  - NCISRU London, Großbritannien
  - NCISRU Aviano, Italien
  - Force Protection Detachments
    - Tel Aviv, Israel
    - Athen, Griechenland
    - Rabat, Marokko
    - Accra, Ghana
    - Dakar, Senegal
    - Kapstadt, Südafrika

Des Weiteren befinden sich Dependancen in Stuttgart, Ankara, Tallinn und Mollsworth (Cambridgeshire, England, Großbritannien).
- Middle East Field Office (FEFO) in Yokosuka Naval Base auf Honshū, Japan, mit den Subordinate Offices
  - NCISRA Atsugi Naval Air Facility, Japan
  - NCISRU Chinhae, Südkorea
  - NCISRA Misumi-Cho Iwakuni, Marine Corps Air Station, Japan
  - NCISRU Misawa Air Base, Japan
  - NCISRA Okinawa im Camp Foster, Japan (Ginowan, auf Okinawa Hontō)
  - NCISRU Pusan/ ROK Navy, Südkorea
  - NCISRA Sasebo auf Kyūshū, Japan
  - NCISRA Seoul in der U.S. Army Garrison, Südkorea
  - NCISRU USS George Washington (CVN-73) Special Agent Afloat
- Hawaii Field Office in Naval Station Pearl Harbor auf Oʻahu mit den Subordinate Offices
  - NCISRA Kaneohe, Hawaii (Marine Corps Base Hawaii)
  - NCISRA Marianas in Santa Rita, Guam
- Marine Corps West Field Office im Marine Corps Base Camp Pendleton, Kalifornien
  - NCISRA Miramar, Marine Corps Air Station Miramar in San Diego, Kalifornien
  - NCISRA Yuma, Arizona (Marine Corps Air Station Yuma)
  - NCISRA Twentynine Palms, Kalifornien (Marine Corps Air Ground Combat Center)
- Norfolk Field Office in Norfolk, Virginia (Naval Station Norfolk), mit den Subordinate Offices
  - NCISRU Oceana, Virginia
  - NCISRU Portsmouth, Virginia
  - NCISRU USNH Portsmouth, Virginia
  - NCISRU Little Creek, Virginia (Naval Amphibious Base Little Creek)
  - NCISRFU NCIS Fraud Unit (Betrugseinheit)
  - NCIS STAAT in Little Creek, Virginia
- NCIS Northeast Field Office (NEFO) in Naval Station Newport, Rhode Island, mit den Subordinate Offices
  - NCISRA New York City, New York
  - NCISRA Earle, New Jersey, Naval Weapons Station Earle (Sandy Hook Bay, Raritan Bayshore)
  - NCISRA New London, Connecticut
  - NCISRU Mechanicsburg, Pennsylvania
  - NCISRU Portsmouth, New Hampshire
  - NCISREP Schenectady, New York
  - NCIS Representative (NCISREP) Pennsylvania State University
  - NCISREP Pittsburgh, Pennsylvania
- Northwest Field Office (NWFO) in Silverdale, Washington
  - NCISRA Bremerton, Washington (Naval Base Kitsap)
  - NCISRA Everett, Washington (Everett Naval Station)
  - NCISRA Whidbey Island in Oak Harbor, Washington (Naval Air Station Whidbey Island)
- Southeast Field Office in Mayport bei Jacksonville, Florida (Naval Station Mayport) mit den Subordinate Offices
  - Force Protection Detachment Panama City, Florida
  - NCISRA Jacksonville, Florida
  - NCISRA Orlando, Florida
  - NCISRU Albany, Georgia
  - NCISRU Guantanamo Bay (Bahía de Guantánamo), Kuba
  - NCISRU Kings Bay, Georgia
  - NCISRU Key West, Florida
  - NCISRU Miami, Florida
  - NCISRU Tampa, Florida
  - NCISPS Jacksonville, Florida
- Southwest Field Office in San Diego, Kalifornien, mit den Subordinate Offices
  - NCISRA Los Angeles, Kalifornien
  - NCISRA Port Hueneme, Kalifornien
  - NCISRA China Lake, Kalifornien (Naval Air Weapons Station)
  - NCISRA Lemoore, Kalifornien (Naval Air Station Lemoore)
  - NCISRU Monterey, Kalifornien
  - NCISRU Fallon, Nevada (Naval Air Station)
  - NCISRU Corona, Kalifornien (Naval Surface Warfare Center)
- NCIS Washington Field Office in Joint Base Anacostia-Bolling im Anacostia Annex, District of Columbia, mit den Subordinate Offices
  - Marine Corps Base, Quantico, Virginia
  - NCISRA Annapolis, Maryland (U.S. Naval Academy)
  - NCISRA Patuxent River, Maryland (Naval Air Station Patuxent River)
  - NCISRA Dahlgren, Virginia
  - NCISRU Bethesda, Maryland
- Singapore Field Office, PSA Sembawang Wharves
  - NCIS Resident Agency Singapore, Singapur
  - NCIS Resident Agency and Force Protection Detachment Manila, Philippinen
  - NCIS Resident Agency and Force Protection Detachment Sydney, Australien
  - NCIS Resident Unit and Force Protection Detachment Perth, Australien
  - Force Protection Detachment Bangkok, Thailand
  - Force Protection Detachment Jakarta, Indonesien

## Ausbildung

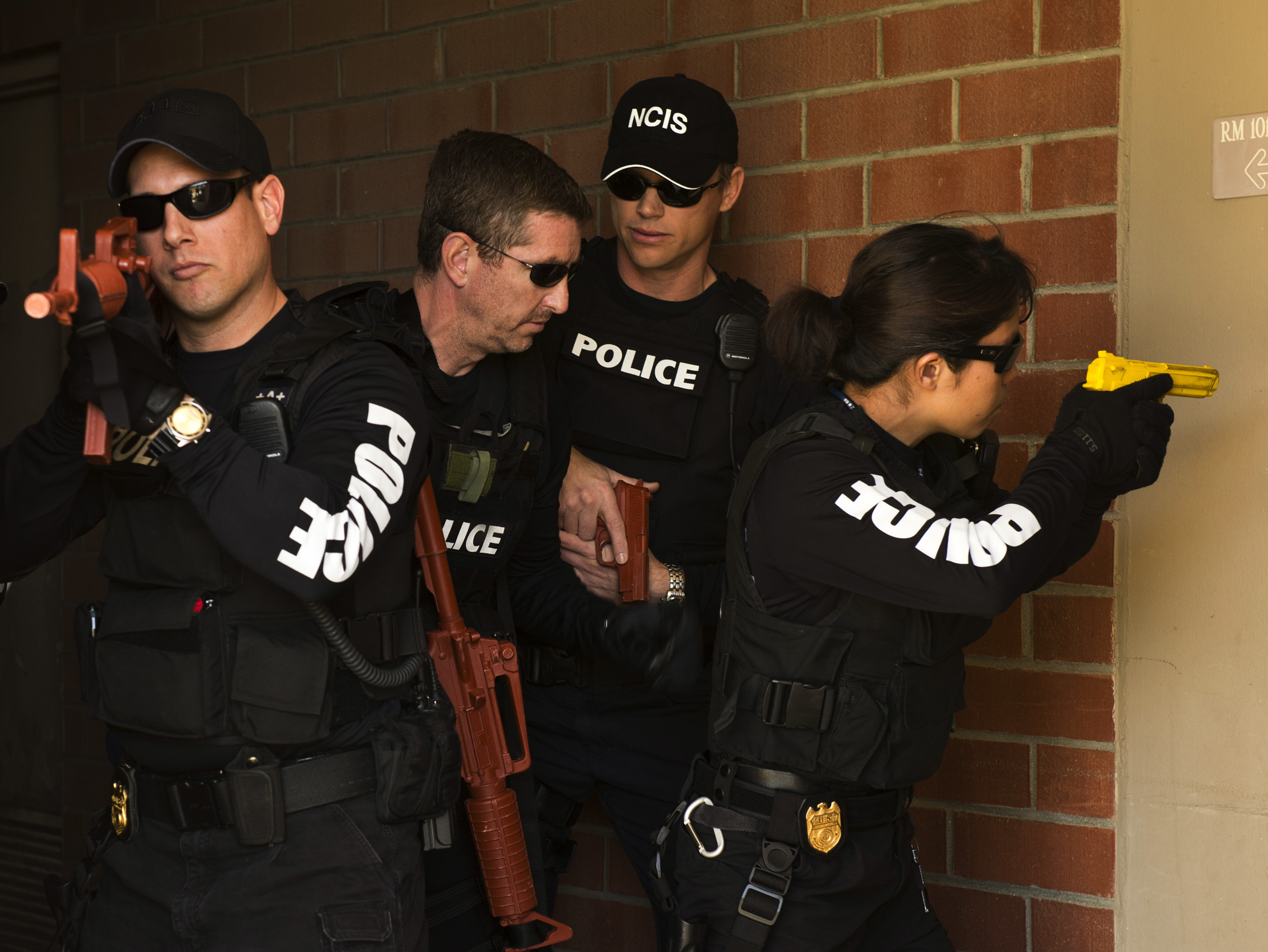
Agenten des NCIS bei einer Übung

Dienstanfänger müssen das Criminal Investigators Training Program (CITP) am Federal Law Enforcement Training Center (FLETC) in Georgia absolvieren.

## In den Medien
Die seit 2003 produzierte US-amerikanische Fernsehserie Navy CIS beschreibt die Arbeit eines Teams von Ermittlern und Forensikern beim NCIS Washington Field Office. Sie wird auch im deutschsprachigen Fernsehen (3plus, 13th Street, Sat.1, Kabel eins, FOX und ORF 1) ausgestrahlt. 2009 begann mit Navy CIS: L.A. die Produktion des ersten Spin-offs der Serie, 2014 folgte Navy CIS: New Orleans. In der ebenfalls US-amerikanischen Fernsehserie JAG – Im Auftrag der Ehre wird der NCIS, neben den beiden Backdoor-Pilot-Folgen für Navy CIS (Folge 20 und 21 der 8. Staffel), mehrfach erwähnt.
Auch im Film Eine Frage der Ehre mit Tom Cruise und Jack Nicholson spielt der NCIS, der damals noch NIS heißt, eine Rolle.
In der Amazon-Serie The Terminal List mit Chris Pratt spielt die NCIS ebenfalls eine Rolle.

## Sonstiges
Das Motto der NCIS lautet Beyond Boundaries „über [alle] Grenzen“. Die NCIS mission lautet investigate and defeat criminal, terrorist, and foreign intelligence threats to the United States Navy and Marine Corps — ashore, afloat, and in cyberspace. („kriminelle, terroristische und von Auslandsgeheimdiensten ausgehende Bedrohungen für die United States Navy und das Marine Corps untersuchen und abwehren, an Land, zu Wasser oder im Cyberspace“). Die Kurzform (NCIS mantra) lautet Prevent Terrorism, Protect Secrets, and Reduce Crime („Terrorismus verhindern, Geheimnisse schützen und Verbrechen verringern“).